# HMS Erne (U03)
«Ерн» (англ. HMS Erne (U03) — військовий корабель, шлюп типу  «Блек Свон» Королівського військово-морського флоту Великої Британії за часів Другої світової війни.

## Історія створення
Шлюп «Ерн» був закладений 22 вересня 1939 року  на верфі компанії Furness Shipbuilding Company. Спущений на воду 5 серпня 1940 року, вступив у стрій 26 квітня 1941 року.

## Історія служби

### Друга світова війна
30 квітня 1941 року, ще перебуваючи на верфі, «Ерн» зазнав пошкоджень внаслідок німецького авіанальоту. До 21 червня 1942 року перебував у ремонті. У липні 1942 року увійшов до складу 45-ї ескортної групи.
31 липня 1942 року, супроводжуючи конвой OS-35 до Фрітауна, разом з іншими кораблями супроводу потопив німецький підводний човен U-213 поблизу Азорських островів.
У жовтні-листопаді 1942 року корабель брав участь в операції «Смолоскип». У листопаді того ж року включений до складу 43-ї ескортної групи західного середземноморського командування. У лютому 1943 року переведений до складу 44-ї ескортної групи, де супроводжував конвої з Британії до Гібралтару. Протягом липня-вересня супроводжував конвої в Північній Атлантиці. 
Восени 1943 року пройшов ремонт, після чого на початку 1944 року включений до складу 10-ї ескортної групи. Пізніше був переведений у Середземне море, де до лютого 1945 року  ніс службу на Мальті.
У березні 1945 року корабель пройшов ремонт у Фалмуті, після якого вирушив у Тихий океан. 1 серпня прибув у Коломбо, потім вирушив до Токіо, де приєднався до основних сил флоту.

### Післявоєнна служба
Навесні 1946 року «Ерн» повернувся до Великої Британії, де був виведений в резерв. У 1950 році був переобладнаний на несамохідне навчальне судно. У 1952 році увійшов до складу  Солентського дивізіону Королівського добровольчого військово-морського  резерву і був перейменований на «Вессекс».
Проданий на злам у 1965 році.